# Katsuma Dan
 (mars 2016).
Si vous disposez d'ouvrages ou d'articles de référence ou si vous connaissez des sites web de qualité traitant du thème abordé ici, merci de compléter l'article en donnant les références utiles à sa vérifiabilité et en les liant à la section « Notes et références ».
Katsuma Dan (團 勝磨, Dan Katsuma, 16 octobre 1904 - 18 mai 1996) est un embryologiste et biologiste cellulaire japonais.

## Biographie
Né en 1905, il est le plus jeune fils de Takuma Dan, le président-directeur-général de Mitsui Gomei Kaisha Corporation. Celui-ci fut diplômé du MIT en 1878. Il était l'un des premiers étudiants étrangers à entrer au MIT et il a entretenu des liens étroits avec l'institut quand il fut président du Japan Steel Works.
Après avoir obtenu une licence au Japon, Katsuma Dan est également parti aux États-Unis où il a étudié l'embryologie avec le professeur Lewis Victor Heilbrunn (en) à l'Université de Pennsylvanie. Dan a travaillé et a étudié au laboratoire de biologie marine à (Woods Hole) de 1931 à 1934, et plus tard en 1936. C'est là qu'il a rencontré sa future épouse (et collaboratrice scientifique) Jean M. Clark (1910-1978). Clark, qui était également une étudiante de Heilbrunn, avait étudié la fertilisation des invertébrés marins. Le couple a eu cinq enfants. Ils ont conservé des liens étroits avec le laboratoire et y sont retournés plus tard comme chercheurs et conférenciers d'été en embryologie.
En mars 1932, alors que Dan étudiait au laboratoire, son père fut assassiné au Japon par des extrémistes ultranationalistes lors de l'incident de la Ligue du sang. Katsuma Dan est retourné au Japon vers la fin des années 1930 et a travaillé à la station biologique marine de Misaki dans la baie de Morioso. Lui et ses étudiants ont maintenu une remarquable productivité scientifique pendant la Deuxième Guerre mondiale. Son état d'esprit d'alors est tangible dans une lettre écrite après la guerre à un ami aux États-Unis : «… se pencher sous des bombes n'était pas aussi mauvais. C'était plutôt grandement excitant. Jouer à cache-cache aux dépens de votre vie a quelque chose de passionnant. Il y avait, cependant, un côté terrible à tout ça. » Vers la fin de la guerre, la Marine impériale japonaise a occupé la station marine de Misaki et l'a transformée en base pour sous-marins miniatures. Dan et ses étudiants ont alors installé un laboratoire dans les environs et ont repris leur travail. À la fin de la guerre, Dan a accroché une note manuscrite à l'entrée de la ville, adressée aux forces américaines qui avançaient, dans laquelle il disait : «… vous pouvez détruire les armes et les instruments de guerre mais laisser les équipements civils pour les étudiants japonais. Quand vous aurez terminé votre travail ici, prévenez l'université pour que nous puissions revenir à nos occupations scientifiques. » La note avait pour signature, « Le dernier à partir ». L'humanité manifeste et la mention des laboratoires biologiques marins américains ont touché un officier naval des États-Unis qui a transmis la note au laboratoire de Misaki. Elle fut plus tard publiée dans le Time Magazine sous le titre, « L'appel aux Goths ».
Les travaux scientifiques de Dan se concentraient sur l'utilisation des invertébrés marins en tant que modèles pour étudier des questions fondamentales de la Biologie cellulaire et du développement embryonnaire. Lui et ses étudiants se sont concentrés sur l'observation directe du comportement de cellules par microscopes optiques et ont découvert plusieurs aspects fondamentaux de la fertilisation, du développement, et de la morphogénèse. Pour trancher un débat de longue date à propos de l'existence du fuseau mitotique, il a encouragé son étudiant, Shinya Inoue, à construire des microscopes polarisés et à rechercher des preuves de réseaux polymères organisés en cellules vivantes. Et, avec Daniel Mazia (en), il fut le premier à isoler l'appareil mitotique et à le soumettre à une étude biochimique. Ce travail a démontré de manière concluante l'existence du fuseau mitotique et a initié l'étude biochimique moderne de la mitose.
Dan et ses étudiants ont également développé des méthodes pour mesurer les petits mouvements de surface de la cellule pendant sa division. Cela a permis des études détaillées et quantitatives du processus de division cellulaire (cytocinèse). À partir de ce travail, Dan a émis l'idée originale que la division cellulaire soit provoquée directement par l'élongation du fuseau mitotique. C'est-à-dire que le fuseau lui-même s'attache à la cellule prête par l'intermédiaire « des rayons astraux » (microtubules) et se dessine dans le sillon de la division (Dan, 1943). Les travaux suivants ont indiqué que la division était réellement provoquée par contraction d'un réseau de filaments d'actine dans le cortex plutôt que par l'expansion du fuseau mais cette idée fut précurseur de la vue actuelle de la cytocinèse, dans laquelle l'interaction des microtubules du fuseau avec le cortex cellulaire détermine la position du sillon de la division.
Katsuma Dan fut professeur de zoologie à l'Université métropolitaine de Tōkyō de 1949 à 1968. Il fut également président de l'université de 1964 jusqu'à sa retraite en 1972. Dan fut président de la société zoologique du Japon et de la société japonaise des biologistes développementaux. En 1976, il reçut la médaille impériale de second ordre, et en 1987 il reçut la récompense de l'empereur pour le mérite culturel. Une association en l'honneur de Katsuma et Jean Dan a été fondée en 1979 pour entretenir des échanges culturels entre les États-Unis et le Japon.
Katsuma Dan est mort en 1996 à Osaka au Japon, à l'âge de 91 ans.